# Velké Chvalovice
Velké Chvalovice jsou vesnice, část města Pečky v okrese Kolín ve Středočeském kraji. Velké Chvalovice jsou také název katastrálního území o rozloze 4 km².

## Historie
První písemná zmínka o vesnici pochází z roku 1316, kdy zde měl majetek Diviš z Chvalovic. V roce 1632 získal ves Berchtold z Uherčic a připojil ji trvale k radimskému panství.

## Památky
- zbytky tvrze
- kaple svatého Jana Nepomuckého z roku 1833